# 사카이 다카시
사카이 타카시 (酒井 隆, Sakai Takashi, 1887년 10월 18일 – 1946년 9월 30일)는 제2차 세계 대전 중 일본 제국 육군의 중장으로, 일본 점령 하의 홍콩 총독으로서의 역할로 알려져 있다.

## 생애
사카이는 현재 히로시마시의 일부인 히로시마현 카모군에서 태어났다. 그는 고베시와 오사카시의 군사 예비 학교에서 교육을 받았고 1908년 육군사관학교 제20기생으로 졸업한 후 일본 육군 제28보병연대에 배정되었다. 그는 육군대학교 제28기생으로 졸업했다.

### 중국에서의 경력
1928년 사카이는 지나시, 산둥성, 중국에 주둔한 일본 육군 제12보병연대 소속으로 지난 사건에 참여했으며, 일부 중국 역사학자들은 1928년 5월 4일 협상 중 중국국민당 군사 사절단 살해에 책임이 있다고 보고 있다. 그는 1929년부터 1932년까지 톈진시 주둔군으로 전속되었다. 1932년 사카이는 대령으로 진급하여 1932년부터 1934년까지 일본 제국 육군 참모본부 제2국 제5과 군사정보에 배정되었다.
1934년부터 1935년까지 지나 주둔군의 참모장으로 재직하면서 사카이는 일련의 무력 충돌을 조율하여 중국 정부와 정전 협정을 맺었고, 그 결과 허메이 협정이 체결되어 일본이 허베이성을 효과적으로 통제하게 되었다. 그는 1936년 일본 육군 제23보병연대장이 되었다. 사카이는 1937년 소장으로 진급하여 일본 육군 제28보병여단장으로 임명되었다. 그는 1939년에 중장이 되었고, 1939년부터 1940년까지 조정국, 아시아 개발단, 몽강연합자치정부 이사회에 배정되었다. 그는 이 시기에 주몽군에도 배정되었다.
1940년 일본으로 소환된 사카이는 잠시 근위사단 사령관으로 임명되었다.

### 제2차 세계 대전
사카이는 1941년 11월 광저우에 주둔한 일본 육군 제23군 사령관이었다. 그는 일반적으로 남방군 소속인 일본 육군 제38사단을 사용하여 홍콩을 점령하라는 명령을 받았고, 10일의 시간 제한이 주어졌다.
1941년 12월 8일, 진주만 공격 몇 시간 후, 사카이와 그의 참모장인 구리바야시 다다미치가 지휘하는 일본군이 홍콩을 침공했다. 그러나 이후의 홍콩 전투는 사카이가 계획했던 것만큼 빠르거나 순조롭게 진행되지 않았고, 그는 기한 연장을 요청해야 했다. 홍콩 총독인 마크 영 경은 18일간의 전투 끝에 크리스마스에 홍콩에 있는 모든 영국군을 항복시켰다. 예상치 못한 영국의 강력한 저항에 대한 사카이의 좌절감은 이 전역과 이후 점령을 특징짓는 극심한 잔혹성에 반영되었을 수 있다.
사카이는 1942년 2월 20일까지 일본 홍콩 총독으로 재직했다. 그는 일본으로 소환되어 1943년 현역에서 은퇴했다. 그는 1945년 2월 현역으로 소환되어 베이징으로 가라는 명령을 받았지만, 그가 일본을 떠나기 전에 전쟁이 끝났다.

### 처형
전쟁이 끝난 후, 사카이는 중국 정부의 요청에 따라 미국 점령 당국에 의해 체포되어 중국으로 송환되었고, 그곳에서 그는 전쟁 범죄, 반인도적 범죄, 평화에 대한 범죄로 기소되었다. 그는 1946년 8월 27일 난징 전범 재판소에서 중국 민간인에 대한 초법적 살인에 대한 지휘 책임으로 유죄 판결을 받았고 9월 30일에 총살형에 처해졌다.

### 내용주
1. ↑  Budge, Pacific War Online Encyclopedia
2. ↑  Fuller, Shokan, Hirohito’s Samurai
3. ↑  “Trial of Takashi Sakai. United Nations War Crimes Commission.”. 2014년 3월 4일. 2014년 3월 4일에 원본 문서에서 보존된 문서. 2023년 11월 21일에 확인함.
4. ↑  Stein, Trial of Takashi Sakai

### 참고 자료
서적
- Fuller, Richard (1992). 《Shokan: Hirohito's Samurai》. London: Arms and Armor. ISBN 1-85409-151-4.
- Snow, Philip (2003). 《The Fall of Hong Kong: Britain, China, and the Japanese Occupation》. Yale University Press. ISBN 0-300-09352-7.